# هاینریش هیملر
هاینریش هیملر (به آلمانی: Heinrich Himmler) (۷ اکتبر ۱۹۰۰ – ۲۳ مه ۱۹۴۵) نظامی و سیاست‌مدار آلمانی و فرمانده نیروهای اس‌اس در این کشور در دوره حاکمیت حزب نازی بود. آدولف هیتلر بعدها او را به فرماندهی ارتش جایگزین و قائم مقام اداره تمام رایش سوم منصوب کرد. او به عنوان یکی از مسئولین اصلی هولوکاست شناخته می‌شود.
هیملر در جنگ جهانی اول در جبهه نبرد حضور پیدا نکرد و تنها عضوی از نیروهای ذخیره بود. او که در دانشسرا رشته کشاورزی خوانده بود، در سال ۱۹۲۳ وارد حزب نازی شده و در سال ۱۹۲۵ به اس‌اس پیوست. در سال ۱۹۲۹، توسط هیتلر به مقام فرماندهی اس‌اس برگزیده شد. طی ۱۶ سال، هیملر اس‌اس را از یک هنگ ۲۹۰ نفره به شبه-ارتشی قوی تبدیل کرد، که راه اندازی و اداره اردوگاه‌ها را برعهده داشت. از سال ۱۹۴۳ به بعد رئیس پلیس و هم‌زمان وزیر کشور آلمان نازی نیز بود و به تمام نیروهای امنیتی از جمله گشتاپو نظارت داشت. در آخرین روزهای جنگ، هیتلر فرماندهی دو گروه‌ارتش از ورماخت را به هیملر محول کرد. چون او به اهداف مورد نظر نرسید، هیتلر او را از این مقام برکنار کرد. هیملر که متوجه حتمی بودن شکست آلمان شده بود، سعی کرد با متفقین و غربی‌ها وارد مذاکره شود. وی در آوریل ۱۹۴۵ طی نامه‌ای، به هیتلر پیشنهاد داد که از طریق کنت برنادوت به نیروهای متفقین تسلیم شود. با این اقدام هیملر، پیشوا وی را از تمامی مناصبش خلع کرده و به علت قطع بودن خطوط مخابراتی به هانا رایچ دستور داد که به شمال برلین پرواز کرده و به فرمانده نیروهای مدافع شمال برلین از طرف وی بگوید که هر کاری لازم است برای مجازات هیملر انجام دهند. هیملر سعی کرد پنهان شود ولی نیروهای بریتانیایی او را دستگیر کردند. او بعد از شناخته شدن هویتش، هنگام بازداشت خودکشی کرد.

## زندگی

### دوران اولیه زندگی

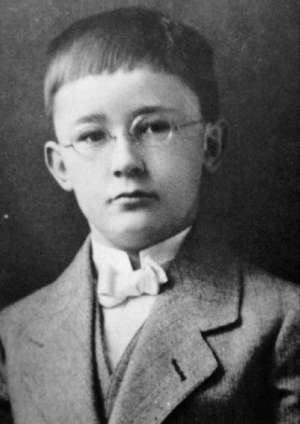
هیملر در ۱۹۰۷

هاینریش لویتپولد هیملر، هفتم اکتبر ۱۹۰۰، در مونیخ به دنیا آمد. خانواده او از کاتولیک‌های محافظه کار طبقه متوسط بودند. پدرش معلم بود و مادرش کاتولیکی مؤمن. برادر بزرگ او در ژوئیه ۱۸۹۸ به دنیا آماده بود، و برادر کوچکتر در ژوئیه ۱۹۰۵ متولد شد. عملکرد هیملر، برخلاف درس‌ها، در ورزش خوب نبود. او از سلامت جسمانی خوبی برخوردار نبود و در تمام عمر از درد معده و بیماری‌های دیگر می‌نالید. همکلاسی‌هایش از او به عنوان دانش آموزی کوشا، ولی غیر اجتماعی، یاد کرده‌اند. دفترچه خاطرات هیملر نشان می‌دهد که او به اخبار روزمره، و بحث‌های جدی دربارهٔ سکس و مذهب علاقه‌مند بود. هیملر از سال ۱۹۱۵ به عنوان دانشجوی افسری آموزش نظامی را شروع کرد، و در سال ۱۹۱۷ به عنوان نیروی ذخیره در گروهان یازدهم باواریا پذیرفته شد. در نوامبر ۱۹۱۸، در حالی که هیملر هنوز آموزش می‌دید، جنگ با شکست آلمان خاتمه یافت. بعد از جنگ، هیملر تحصیلات مدرسه را تمام کرد و بین سال‌های ۱۹۱۹ تا ۱۹۲۲در دانشگاه فنی مونیخ کشاورزی خواند. هر چند بسیاری از قوانینی که بین مسیحیان و یهودها تبعیض قائل می‌شد در زمان اتحاد آلمان (۱۸۷۱) حذف شده بودند، ضدیت با یهودیان همچنان در آلمان و دیگر بخش‌های اروپا بیداد می‌کرد.. هیملر از هنگام ورود به دانشگاه ضدّ یهودی بود. اما او در این مورد همانند اکثریت دانشجویان بود. او در دوره دانشجویی کاتولیکی مؤمن باقی‌ماند، و اوقات فراغت خود را با اعضای "لیگ آپولو"، که رئیسش یهودی بود، می‌گذارند. هیملر، رفتاری مودبانه در رابطه با رئیس و اعضای یهودی لیگ داشت. در سال دوم دانشجویی، هیملر مجدداً برای پیوستن به ارتش تلاش کرد. هر چند او در اینکار موفق نشد، ولی قادر شد در صحنه‌های شبهه نظامی حضور یابد. در همین زمان بود که او با ارنست روم، از اعضای اولیهٔ حزب نازی و بنیان‌گذار اس -آ ("Storm Battalion"; SA) ملاقات کرد. او مرید روم شد، چرا که روم سربازی مدال دار و جنگنده بود. به پیشنهاد روم، هیملر به گره ملی‌گرای Reichskriegsflagge پیوست. در سال ۱۹۲۲ هیملر بیشتر به "مسئله جهود" علاقه‌مند شد. بعد از قتل وزیر خارجه (Walther Rathenau) در ۲۴ ژوئن هیملر گرایش راست افراطی پیدا کرده و در تظاهراتی که علیه معاهده ورسای برگزار می‌شد، شرکت کرد. در آن تابستان تورم قیمتها بیداد می‌کرد، در نتیجه والدین هیملر قادر به تأمین هر سه پسرشان نبودند. در نتیجه، هیملر نتوانست به تحصیلات دکترا ادامه دهد و مجبور شد به شغلی سطح پایین مشغول شود. او تا سپتامبر ۱۹۲۳ در این شغل دوام آورد.

### فعال نازی
هیملر در سال ۱۹۲۳ به حزب نازی پیوست (شماره عضویت ۱۴٬۳۰۳). به عنوان عضوی از شبه نظامیان روم او در واقعه کودتای مونیخ، که تلاشی ناموفقی بود از طرف نازی‌ها برای کسب قدرت، شرکت کرد. این واقعه هیملر را به زندگی سیاسی سوق داد. پلیس از او دربارهٔ نقشش در واقعه سؤال کرد ولی به‌علت عدم شواهد از او رفع اتهام شد. اما، او شغل خود را از دست داد. چون کاری در بخش کشاورزی پیدا نکرد، او به خانه والدینش نقل مکان کرد. این شکست‌ها هیملر را زود رنج و مهاجم کرده باعث ناراحتی دوستان و خانوده‌اش شد. در سال‌های ۱۹۲۳–۲۴ هیملر از مسیحیت دور گشته به رمزی گرایی (occultism) روی آورد. اسطوره گرایی آلمانی، همراه با ایده‌های رمزی، جای مذهب را برای او گرفت. در آغاز او به فرقه «شخصیت پرستی هیتلر» چندان میلی نداشت. با مطالعه بیشتر، اما، او نخست مرید هیتلر شد و آنگاه او را پرستید. برای محکم کردن موقعیت خود در حزب نازی، هیملر از محبوس بودن هیتلر سوءاستفاده کرد. از میانه‌های ۱۹۲۴ به عنوان دبیر حزب و یاور تبلیغات کار کرد. او در تمام باواریا سفر کرده و با سخنرانی‌های آتشین به تحریک اعضای حزب پرداخت . در سال ۱۹۲۵ به عنوان فرمانده وارد اس اس شد (شماره عضویت ۱۶۸). اس اس در سال ۱۹۲۳ برای محافظت هیتلر تأسیس شده بود و در ۱۹۲۵ به عنوان واحدی نخبه در اس آ ادغام شد. در ژانویه ۱۹۲۷ هیملر معاون رئیس تبلیغات شد. او جمع‌آوری آمار یهودی‌ها، فراماسون هاو دیگر دشمنان حزب را شروع کرد. در سپتامبر ۱۹۲۷، هیملر به هیتلر پیشنهاد کرد که اس اس به یک واحد نخبه وفادار، قوی، و از نظر نژادی خالص تبدیل شود. در همان زمان هیملر به لیگ آرتامان پیوست. در آنجا، او رودلف هوس را، که بعدها فرمانده اردوگاه آشویتس شد، ملاقات کرد. همچین، او با والتر داره، که کتابش --دهقانی به مثابه چشمه زندگی نژاد نوردیک—چشم هیتلر را گرفت، آشنا شد. دارِ عمیقاً به برتری نژاد آریایی، ایمان داشت و توانست هیملر را تحت تأثیر قرار دهد.

### ترقی در اس اس

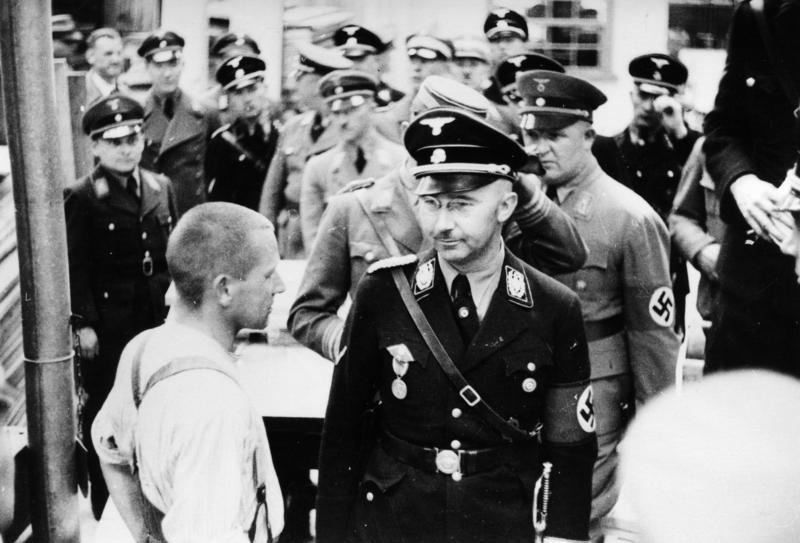
هیملر (ردیف جلو کنار زندانی) اردوگاه کار اجباری داخائو را بازدید می‌کند. ۱۹۳۶

بعد از استعفای ارهارد هایدن از فرماندهی اس اس در سال ۱۹۲۹، هیملر، با تصویب هیتلر، فرمانده اس‌اس شد.. او همچنان وظایف خود در مقر تبلیغات را ادامه داد. در سال بعد هیملر تعداد افراد اس اس را از ۲۹۰ به حدود ۳٬۰۰۰ نفر رساند. تا سال ۱۹۳۰ هیملر توانسته بود هیتلر را متقاعد کند که اس اس را به عنوان سازمانی مستقل اداره کند، هر چند هنوز اس اس زیر مجموعه اس آ بود. حزب نازی از سقوط اقتصاد در طی رکود بزرگ برای کسب قدرت سوءاستفاده کرد. دولت ائتلافی جمهوری وایمار قادر به بهبود اقتصاد نبود، در نتیجه رای‌دهندگان به حزب نازی روی آوردند. هیتلر سختی‌های اقتصادی را به گردن یهودی‌ها انداخت. در انتخابات سال ۱۹۳۲ نازی‌ها ۳۷٫۳٪ را بردند. هیتلر یک دولت ائتلافی کم عمر تشکیل داده و در ۳۰ ژانویه ۱۹۳۳ به صدر اعظمی آلمان منصوب شد. در کمتر از یک ماه ساختمان رایشتاگ به آتش کشیده شد. هیتلر از این واقعه استفاده کرده ریس جمهور را مجبور به امضای قانونی کرد که بر مبنای آن توقیف بدون محاکمهٔ افراد ممکن می‌شد. قانونی در ۱۹۳۳ تصویب شد (Enabling Act of 1933) که بر مبنای آن حزب نازی قدرت قانون‌گذاری یافت و هیتلر به دیکتاتور مطلق تبدیل شد. بعد از مرگ رئیس‌جمهور پاول فون هیندنبورگ در ۱۹۳۴ هیتلر به مقام پیشوا نیز دست یافت.
افزایش قدرت حزب نازی فرصتی بود برای ترقی هیملر و اس اس. تا سال ۱۹۳۳ تعداد افراد اس اس به ۵۲٬۰۰۰ نفر رسیده بود. قواعد سخت عضویت تضمین کرده بود که تمام اعضا از نژاد آریایی خالص باشند. هیملر با استعداد سازمان دهی بالای خود بزودی دپارتمان‌های مختلفی در اس اس ایجاد نمود. او راینهارد هایدریش را به معاونت خود انتخاب کرد. این دو نفر در سال ۱۹۳۳ اس اس را از کنترل س آ خارج کردند. در مارس ۱۹۳۳ فرماندار باواریا هیملر را به سمت فرمانده پلیس مونیخ منصوب کرد. همان سال، هیتلر، درجه هیملر را به ارتشبدی ترفیع داد. از آن زمان، هیملر و هایدریش پلیس سیاسی همه ایالات، غیر از پروس، را تحت سلطه خود درآوردند. هیملر، به‌علاوه، اداره مرکزی نژاد و استقرار را ایجاد کرد، که سازمانی نژادپرست و ضدّ یهود بود. این اداره راهبردهای نژادی را پیاده کرده و بر «استحکام نژادی» اس اس نظارت نمود. برای مردان اس اس شجره نامه (Sippenbuch) صادر شد. هیملر انتظار داشت که هر ازدواج اس اس حد اقل چهار فرزند ایجاد کرده و برای نسل آینده اس اس نیروی کافی به‌وجود آورد. نتیجه، اما، رضایتبخش نبود؛ کمتر از ۴۰٪ مردان ازدواج کردند و هر کدام به‌طور متوسط یک فرزند آوردند.
در مارس ۱۹۳۳، نخستین اردوگاه در داخاو تأسیس شد. هیتلر خواسته بود که این اردوگاه با زندان یا بازداشتگاه متفاوت باشد. هیملر، تئودور آیکه را به فرماندهی اردوگاه منصوب کرد. آیکه سیستمی را پیاده کرد که الگوی اردوگاه‌های آتی قرار گرفت. مشخصات این الگو عبارت بود از: تفکیک قربانی از دنیای بیرون، استفاده از شکنجه و اعدام برای مطیع‌سازی، و قواعد تنبیهی سختگیرانه برای نگهبانان. یونیفورم نگهبانان روی یقه‌هایشان علامت مرگ (death's head) داشتند. در اواخر ۱۹۳۴، هیملر یک بخش مجزا (SS-Totenkopfverbände) برای اداره اردوگاه‌ها ایجاد کرد . در آغاز اردوگاه‌ها مخالفین سیاسی را در خود جا می‌داد؛ بعدها اعضای نامطلوب جامعه، مانند جنایتکاران و منحرفین، نیز به اردوگاه‌ها آورده شدند. هیتلر در سال ۱۹۳۷ فرمانی صادر کرد که بر مبنای آن اعضای نامطلوب جامعه یهودی‌ها، کولیها، کمونیستها، و تمام افراد نژادهای پست‌تر، را شامل شد. بدین ترتیب، اردوگاه‌ها مکانیسمی شد برای مهندسی اجتماعی و نژادی. هنگام آغاز جنگ جهانی دوم در پاییز ۱۹۳۹، ۶ اردوگاه با ۲۷٬۰۰۰ زندانی فعال بودند.

### استحکام قدرت

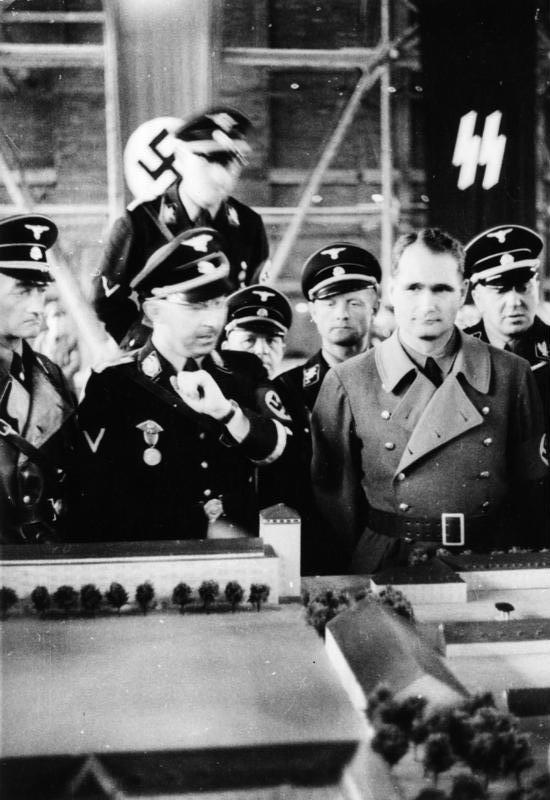
هیملر و رودلف هس در داخاو در ۱۹۳۶، مدل یک اردوگاه را مشاهده می‌کنند.

در اوایل ۱۹۳۴، هیتلر و دیگر رهبران نازی فکر کردند که روم برای یک کودتا نقشه می‌کشد. روحم نظرات سوسیالیستی و توده‌ای داشت، و معتقد بود که انقلاب اصلی هنوز شروع نشده‌است. او حس می‌کرد که اس آ، با حدود سه میلیون عضو، باید تنها نیروی مسلح کشور باشد و ارتش در اس آ ادغام شود. او از هیتلر در خواست وزارت دفاع را کرد.
در نوامبر ۱۹۳۳ گورینگ پلیس مخفی گشتاپو را تأسیس کرده و رودولف دیلس را به ریاست آن گمارده بود. گورینگ فکر می‌کرد که دیلز بقدر کافی برای مقابله با اس آ مقتدر نیست. بنابر این، در ۲۰ آوریل ۱۹۳۴، او کنترل گشتاپو را به هیملر سپرد. همزمان، هیتلر هیملر را به ریاست پلیس آلمان (غیر از پروس) منصوب کرد. هیملر، در ۲۲ آوریل ۱۹۳۴، هیدریچ را به ریاست گشتاپو برگمارد. هیتلر در ۲۱ ژوئن تصمیم به حذف روحم و دیگر رهبران اس آ گرفت. او در ۲۹ ژوئن گورینگ را به برلین فرستاد تا با هیملر و هیدریچ برای طراحی عملیات ملاقات کند. روحم در مونیخ دستگیر و تیر باران شد. بین ۳۰ ژوئن و ۲ ژولای ۱۹۳۴، در عملیاتی موسوم به شب چاقوهای بلند (Night of the Long Knives)، بین ۸۵ تا ۲۰۰ عضو رهبری اس ا کشته شدند. از این پس هیتلر مافوق مستقیم هیملر شد، و اس آ به یک سازمان ورزشی و آموزشی تبدیل شد.
در ۱۵ سپتامبر ۱۹۳۵، هیتلر دو قانون — بنام قوانین نورمبرگ -- به مجلس ارائه داد که ازدواج بین آلمانی‌های جهود و غیر جهود، و اشتغال زنان غیر جهود زیر ۴۵ سال را در خانواده‌های یهودی را ممنوع می‌کرد. این قوانین، همچنین، "غیرآریایی‌ها " را از مزایای شهروندی آلمان محروم می‌ساختند.
هیملر و هیدریچ می‌خواستند قدرت اس اس را گسترش دهند؛ آن‌ها از هیتلر خواستند یک نیروی ملی پلیس زیر نظر اس اس برای حفاظت آلمان نازی در مقابل دشمنان واقعی و خیالی آن تشکیل دهد . وزیر کشور، فریک (Frick)، نیز یک پلیس ملی می‌خواست، لیکن پلیسی که توسط خودش کنترل شود. هیتلر از هیملر و هیدریچ خوست مسئله را بین خود و فریک حل کنند. هیدریچ پیشنهادهایی تهیه کرد و هیملر او را به ملاقات فریک فرستاد. فریک، علی‌رغم بی میلی، توسط هیتلر به پذیرش پیشنهادها راضی شد. در ۱۷ ژوئن ۱۹۳۶ هیتلر فرمان اتحاد تمامی نیروهای پلیس رایش را صادر کرد و هیملر را در راس پلیس آلمان قرار داد. هیملر، در این نقش ظاهراً مادون فریک بود. در عمل، اما، پلیس بخشی از اس اس شده و از کنترل فریک خارج شده بود. کمی بعد، هیملر پلیس جنایی (Kriminalpolizei) را تأسیس کرد و بعد از ادغام آن با گشتاپو، پلیس امنیتی (Sicherheitspolizei) را تحت فرماندهی هیدریچ به وجود آورد. تحت مدیریت هیملر، اس اس شاخه نظامی خود (SS-Verfügungstruppe) را تأسیس کرد که بعد به Waffen-SS تغییر نام داد.
علاوه بر زیادی خواهی‌های نظامی، هیملر یک اقتصاد موازی زیر چتر اس اس ایجاد کرد. در ۱۹۴۰ مؤسسه اقتصادی آلمان (Deutsche Wirtschaftsbetriebe) ایجاد شد. با نظارت اداره اقتصادی اس اس این شرکت صاحب شرکت‌های مسکن، کارخانه‌ها و موسسات انتشاراتی شد.

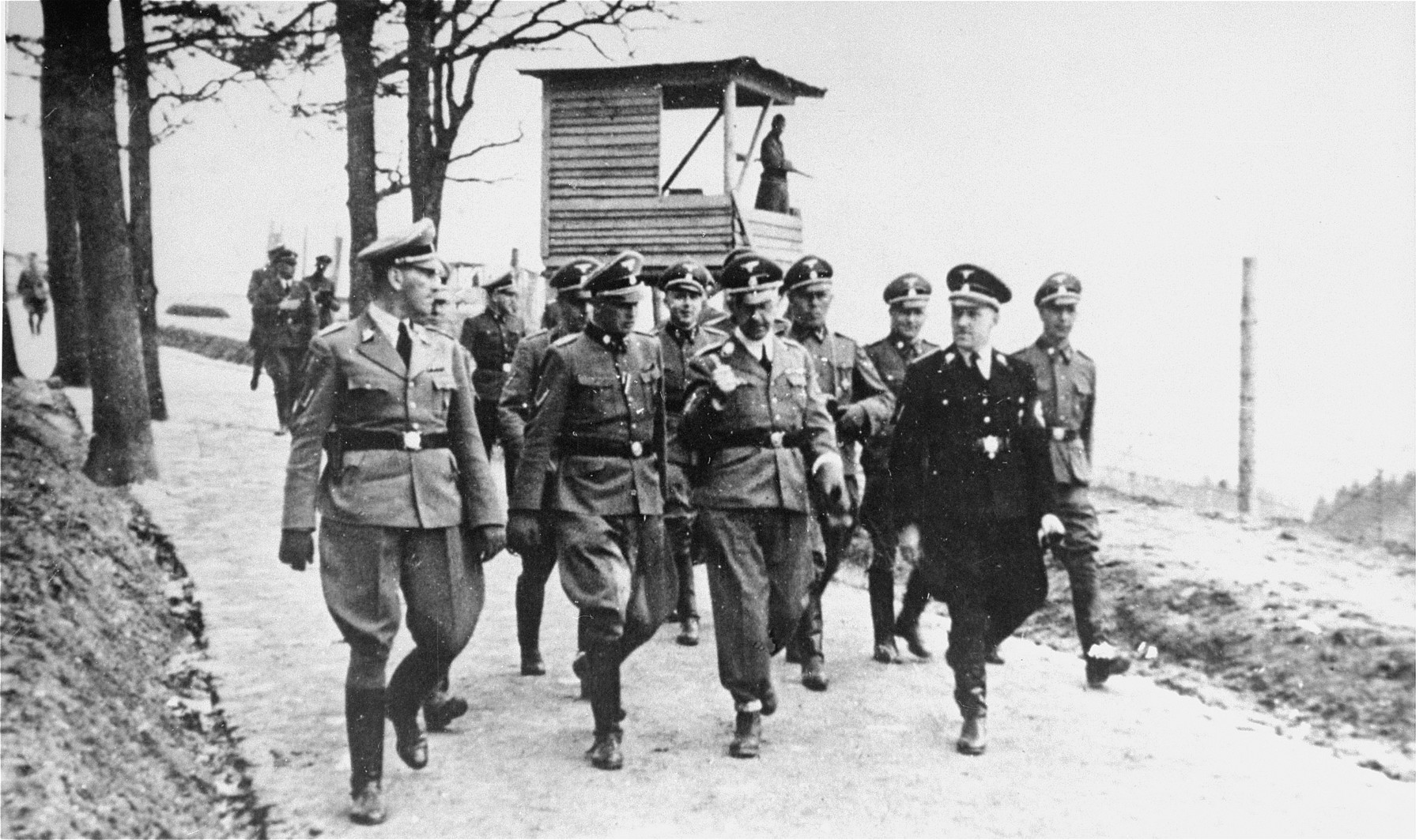
هیملر، بهمراه مقامات اس اس اردوگاه ماوتهاوزن بازدید می‌کند. ۱۹۴۱

## جنگ جهانی دوم

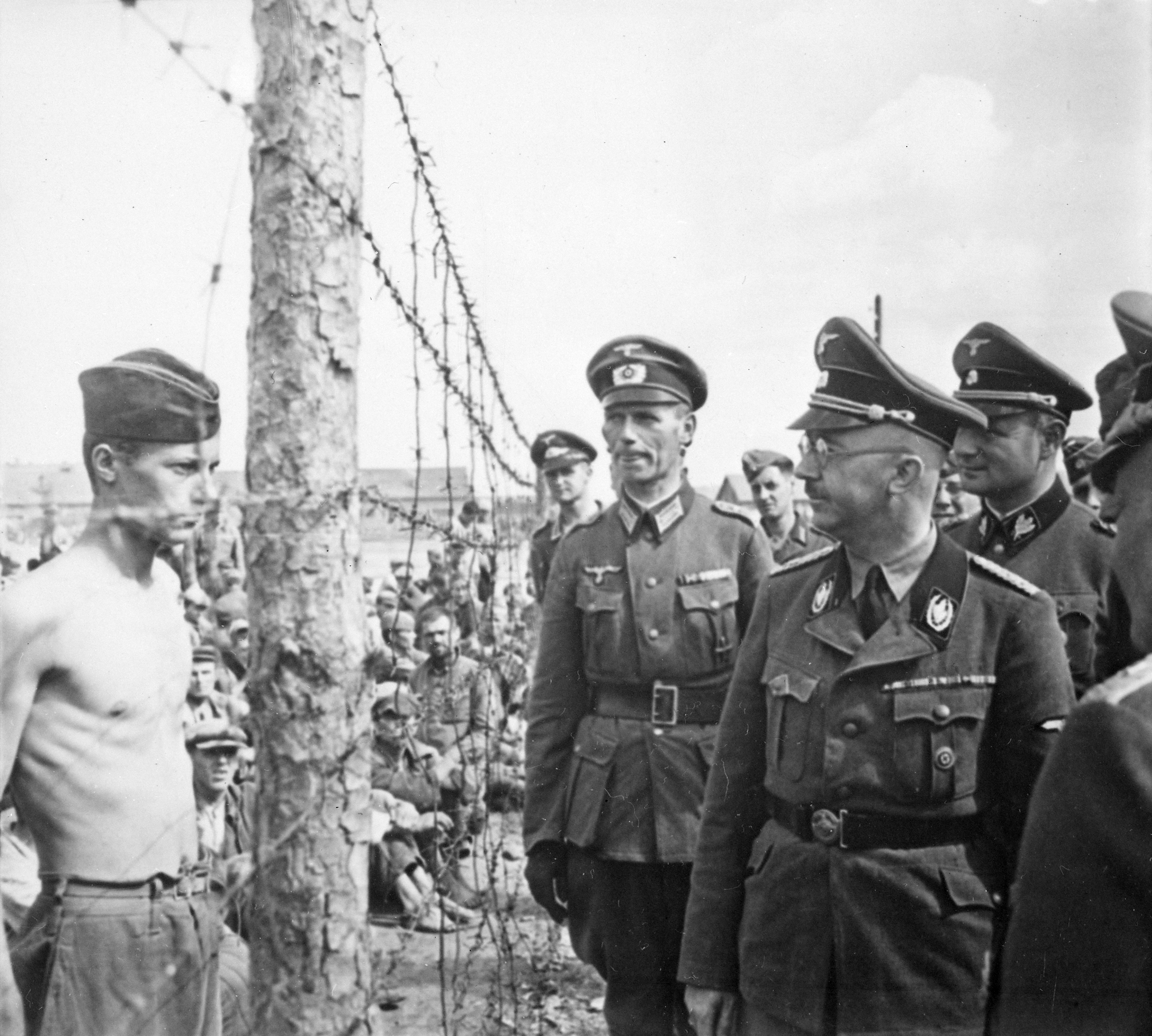
هیملر اردوگاه اسرای جنگی را در روسیه بازدید می‌کند. ۱۹۴۱

زمانی که در سال ۱۹۳۹ هیتلر و فرماندهان ارتش او دنبال بهانه‌ای برای حمله به لهستان بودند، هیملر، هایدریش، و هاینریش مولر پروژه‌ای بنام عملیات هیملر را اجرا کردند. سربازان آلمانی با پوشیدن یونیفورم‌های لهستانی درگیری مرزی ایجاد کرده و اینطور وانمود شد که به آلمان حمله شده‌است. این حادثه دست آویز حمله به لهستان و آغاز جنگ جهانی دوم شد. در آغاز جنگ هیتلر کشتار غیرنظامیان لهستانی را مجاز کرد. نیروهای عملیاتی اس اس (Einsatzgruppen)، تحت مدیریت هیملر و هیدریچ، جوخه‌های مرگ تشکیل داده و وارد لهستان شدند. آن‌ها تا آخر ۱۹۳۹ حدود ۶۵٬۰۰۰ روشنفکر و دیگر غیرنظامیان را کشتند. آلمان، بعد از تسخیر لهستان، به فرانسه، دانمارک، نروژ، هلند حمله کرده و بمباران انگلیس را آغاز کرد. در ۲۱ ژوئن ۱۹۴۱، روز قبل از حمله به شوروی، هیملر عملیات طرح کلی رو به شرق (General Plan for the East) را شروع کرد؛ بر مبنای این طرح قرار بود ۱۰ میلیون آلمانی در سر زمین‌های تسخیر شده کشورهای بالتیک، لهستان، غرب اکراین، اند بلا روس ساکن شوند، و ۳۱ میلیون نفر ساکنان اصلی این سرزمین‌ها به شرق دور تبعید شده یا به بیگاری کشیده شوند. هیملر انتظار داشت که طرح در بیست تا سی سال با هزینه کردن ۶۷ بیلیون مارک تکمیل شود . هیملر، با این ادعا که جنگ در شرق بر سر دفاع از ارزش‌های اروپایی در مقابل نیروهای کافر بلشویک است تعدادی داوطلب از تمام اروپا را جذب کرد. در پاییز ۱۹۴۱، هیدریچ به در خواست هیتلر شروع به طبقه‌بندی نژادی چک‌ها کرده و بسیاری را به اردوگاه فرستاد. در مارس ۱۹۴۱، هیتلر به فرماندهی ارتش اطلاع داد که قصد دارد شوروی را اشغال کرده بلشویک‌ها را نابود کند. متعاقب ورود ارتش به شوروی «نیروهای عملیاتی اس اس» یهودی‌ها و کسانی را که برای آلمان نازی نامطلوب شمرده می‌شدند جمع‌آوری کرده و کشت. به‌علاوه در هشت ماه ۱۹۴۱–۴۲ تعداد ۲٫۸ میلیون اسیر جنگی شوروی اعدام شدند یا از گرسنگی مردند. در طی جنگ، نیم میلیون اسیر شوروی نیز در اردوگاه‌ها کشته شدند. تا بهار ۱۹۴۱، متعاقب فرمان هیملر، ده اردوگاه ساخته شده و مورد بهره‌برداری قرار گرفته شده بودند.  یهودی‌ها از تمام آلمان و سرزمین‌های اشغالی به اردوگاه‌ها حمل می‌شدند. هنگامی که آلمان‌ها در دسامبر ۱۹۴۱ از مسکو عقب رانده شدند، هیتلر در یافت که سیاست تبعید به شرق عملی نیست و یهودی‌ها باید کشته شوند.

## هولوکاست
سیاست‌های نژادی نازی‌ها به روزهای اولیه حزب مربوط می‌شد؛ هیتلر، در کتاب نبرد من این موضوع را بحث کرده‌است. در دسامبر ۱۹۴۱، مصادف با اعلام جنگ به آمریکا، هیتلر بالاخره تصمیم به نابودی یهودها گرفت . در ۲۰ ژانویه ۱۹۴۲ هیدریچ یک گرد همایی میتینگ، در وانزه، در حومه برلین، ترتیب داد، که در طی آن رهبران نازی طرح راه حل نهایی مسئله یهود را بررسی کردند. هیدریچ تعداد یهودیانی را که باید کشته می‌شدند در حدود ۱۱ میلیون نفر برآورد کرد و به شرکت کنندگان گوشزد کرد که هیتلر مسئولیت کار را به عهده هیملر گذشته‌است.
در ژوئن ۱۹۴۲، راینهارد هایدریش در پراگ ترور شد. در طی تشییع جنازه، هیملر — به عنوان صاحب عزا — قیومت دو پسر هایدریش را بر عهده گرفت. در ۹ ژوئن، پس از مشورت با هیملر و هرمان فرانک، هیتلر فرمان انتقام صادر کرد. بیش از ۱۳٬۰۰۰ نفر دستگیر شدند، روستای لیدیتسه سوزانده شده تمام ساکنان مرد آن و تمام افراد بالغ روستای لزکی (Ležáky) قتل‌عام شدند. حد اقل ۱٬۳۰۰ نفر تیرباران شدند. هیملر آهنگ کشتار یهودیان اروپایی را با ساخت اردوگاه‌های بلزک، سوبیبور و تربلیکا سرعت بخشید. در اوایل کار قربانیان با دود اگزوز یا تیرباران کشته می‌شدند. در اوت ۱۹۴۱، هیملر تیرباران ۱۰۰ یهودی را در مینسک تماشا کرد، و چون حالش از این کار به‌هم‌خورد، از تأثیر منفی چنین تجربیاتی روی افراد اس‌اس نگران شد. او تصمیم گرفت، که روش‌های دیگری باید برای کشتار پیدا شود. طبق دستور او تا بهار ۱۹۴۲ اردوگاه آشویتس توسعه یافته بود و از جمله اتاق‌های گاز برای کشتار با سیکلون ب در آن جا دائر شده بود. تا آخر جنگ حد اقل ۵٫۵ میلیون یهودی توسط رژیم نازی کشته شدند.
هیملر آرشیتکت اصلی هولوکاست بود، و با اعتقاد عمیق به ایدئولوژی برتری نژاد آریایی کشتار میلیون‌ها انسان را توجیه کرد. نازی‌ها می‌خواستند ابر-نژادی از آریایی‌های نوردیک را در آلمان بپرورند. به عنوان یک کشاورز، هیملر با اصول اصلاح زراعی (selective breeding) آشنا بود و می‌خواست آن را روی آدم‌ها امتحان کند.

### سخنرانی پوزن
در ۴ اکتبر ۱۹۴۳، طی یک گردهمایی با مسئولین اس اس در شهر پوزنان و در ۶ اکتبر ۱۹۴۳، طی یک سخنرانی به نخبه‌های حزب هیملر صریحاً به نسل‌کشی یهودیان اشاره کرد A translated excerpt from the speech of 4 October reads:. او گفت: "من همچنین می‌خواهم در اینجا رک به یک موضوع سخت بپردازم. ما حالا می‌توانیم آشکارا در اینمورد بین خود صحبت کنیم، ولی هرگز آن را در میان عامه بحث نمی‌کنیم… منظور من تخلیه و نسل‌کشی یهودیان است.
هدف هیتلر از مجاز کردن سخنرانی هیملر آن بود که رهبران حزب را به نقشه‌های خود آگاه کند، تا آن‌ها نتوانند در آینده اطلاع خود از کشتارها را نفی کنند. چون متفقین اعلام کرده بودند که در مورد جنایات جنگی اعلام جرم خواهند کرد، هیتلر بدین‌وسیله می‌خواست وفاداری زیر دستانش را با شریک کردنشان در جنایت به‌دست آورد.

### آلمانی‌سازی

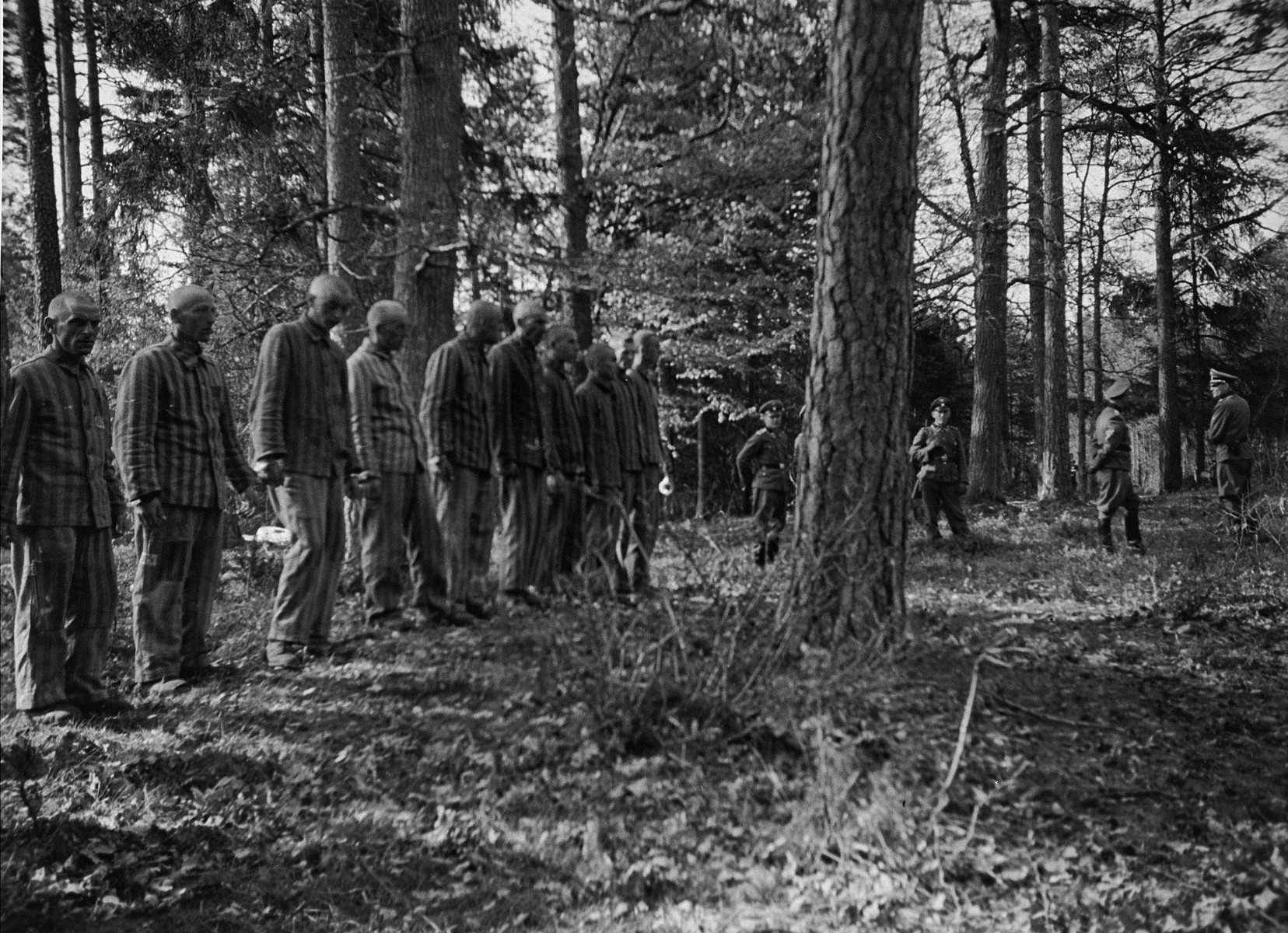
زندانیان لهستانی در انتظار اعدام

در مقام کمیسیونر استحکام ملیت آلمانی، هیملر عمیقاً در پروژه آلمانی‌سازی شرق، مخصوصاً لهستان، دخالت داشت. هیتلر اعلام کرده بود که حتی یک قطره خون آلمانی نباید تلف شده یا با خون نژاد خارجی مخلوط شود . طرح هیملر با طبقه‌بندی مردم لهستانی که تصور می‌رفت خون آلمانی داشته باشند (Volksliste) شروع شد. هیملر دستور داد کسانی که از طبقه‌بندی شدن اجتناب کردند به اردوگاه‌ها اعزام شده، فرزندانشان گرفته شده، و خود به کار اجباری گمارده شوند.  به نظر هیملر، چون «مقاومت کردن بخشی از طبیعت خون آلمانی است»، در نتیجه اجتناب کنندگان از طرح طبقه‌بندی از تسلیم شدگان به طرح آلمانی تر بودند. تاره، همچنین، ربودن کودکان اروپای شرقی توسط آلمان نازی را شامل می‌شد. کودکانی را که از نظر نژادی با ارزش تشخیص داده می‌شدند باید از لهستانی‌ها تفکیک کرده و با اسامی آلمانی و به عنوان آلمانی بزرگ می‌شدند. این بچه‌ها قرار بود توسط خانواده‌های آلمانی اقتباس شوند.  تا ژانویه ۱۹۴۳، هیملر گزارش داد که ۶۲۹٬۰۰۰ نفر با اصالت آلمانی نقل مکان کردند؛ اما، اغلب این‌ها در مزرع کوچکی که مورد نظر بود زندگی نکردند، بلکه در اردوگاه‌های موقت در اطراف شهرها ساکن شدند.

### فرماندهی نظامی
در ۶ ژوئن ۱۹۴۴ ارتش‌های متفقین غربی به شمال فرانسه رسیدند. در پاسخ، سپاه راین بالایی تشکیل گردید تا با نیروهای پیشروی‌کننده آمریکایی و سپاه یکم فرانسه مقابله کند.  در اواخر ۱۹۴۴، هیتلر فرماندهی این سپاه را به هیملر سپرد. در ۲۶ سپتامبر ۱۹۴۴ هیتلر دستور تشکیل جوخه‌های مردمی (پئوپلئس اشتورم) را به هیملر ابلاغ کرد. تمام مردان بین ۱۶ تا ۶۰ سال مجبور به خدمت شدند. به دلیل کمبود شدید اسلحه و مهمّات و عدم آموزش کافی، اعضای جوخه‌ها آمادگی جنگی نداشتند و در ماه‌های آخر جنگ در حدود ۱۷۵٬۰۰۰ نفرشان کشته شدند. 
در ۱ ژانویه ۱۹۴۵ هیتلر و ژنرال‌هایش عملیات نوردویند را آغاز کردند. هدف شکافتن خطوط سپاه هفتم آمریکا و سپاه یکم فرانسه بود. بعد از پیروزی‌های محدود، آمریکایی‌ها تهاجم را متوقف کردند. تا ۲۵ ژانویه، عملیات طوفان شمال رسماً خاتمه یافت. در ۲۵ ژانویه ۱۹۴۵، علی‌رغم اینکه هیملر تجربه نظامی نداشت، هیتلر او را به فرماندهی سپاه جدید تأسیس شده ویستولا (Army Group Vistula) برگمارد تا جلو پیشروی ارتش سرخ شوروی را سد کند.  هیملر قادر به طرح هیچ نقشه مؤثری برای تکمیل عملیات نظامی نبود. در نتیجه در ۲۰ مارس، هیتلر او را با ژنرال هاینریتسی جایگزین کرد. در این تاریخ، هیملر، که از ۱۸ فوریه تحت نظر پزشکش بود، به استراحتگاهی (Sanatorium) در هوهنلیشن (Hohenlychen) فرار کرده بود . شکست هیملر و واکنش هیتلر رابطه این دو مرد را به هم زد، آنهم در زمانی که حلقه مردان مورد اعتماد هیتلر هر لحظه کوچک‌تر می‌شد.

### مذاکرات صلح
در بهار ۱۹۴۵، شانس آلمان برای پیروزی در جنگ به‌شدت پایین آمده بود. بنابر این، هیملر تصمیم گرفت مستقلاً مذاکره برای صلح را آغاز کند. ماساژور او، فلکس کرستن، که به سوئد نقل مکان کرده بود، واسطه مذاکره با کنت فولکه برنادوت، سرپرست صلیب سرخ سوئد، شد. نامه‌ها بین دو مرد رد و بدل شد و ملاقات رو در رو انجام شد. هیملر و هیتلر برای آخرین بار در ۲۰ آوریل ۱۹۴۵— روز تولد هیتلر — در برلین ملاقات کردند، که در طی آن هیملر سوگند وفاداری یاد کرد. همان روز، هیتلر قصد خود برماندن در برلین را بیان کرد، هر چند که شوروی‌ها به‌سرعت پیش می‌آمدند.. در ۲۱ آوریل، هیملر با نوربرت مسور، نماینده‌ای از سوئد در کنگره بین‌المللی یهود، ملاقات نموده و در مورد آزادسازی یهودیان در بند در اردوگاه‌ها بحث کردند. به عنوان نتیجه، حدود ۲۰٬۰۰۰ نفر آزاد شدند. در طی مذاکرات هیملر به دروغ ادعا کرد که کوره‌ها فقط به قصد جلوگیری از اشاعه طاعون ساخته شده‌اند. دو روز بعد، هیملر در کنسولگری سوئد با برنادت ملاقات کرد. او خود را به عنوان رهبر انتقالی آلمان معرفی کرده و ادعا نمود که هیتلر در طی روزهای آتی خواهد مرد. هیملر از برنادت خواست تا تمایل او به تسلیم شدن به نیروهای غربی را به ژنرال آیزنهاور اطلاع دهداما، چند ساعت قبلتر، گورینگ طی تلگرامی از هیتلر تقاضا کرده بود که به او اجازه رهبری رایش را بدهد. هیتلر، این پیام را همانند تهدیدی به کودتا تلقی کرد. عصر ۲۸ آوریل، بی‌بی‌سی و رویتر خبر مذاکرات هیملر را پخش کردند. هیتلر، که همواره هیملر را بعد از جوزف گوبلز وفادارترین فرد می‌دانست، به‌شدت عصبانی شد. او دستور دستگیری هیملر را صادر کرد و هرمان فگلاین، نماینده اس اس هیملر در مقر هیتلر، را تیرباران کردند..

## دستگیری و مرگ

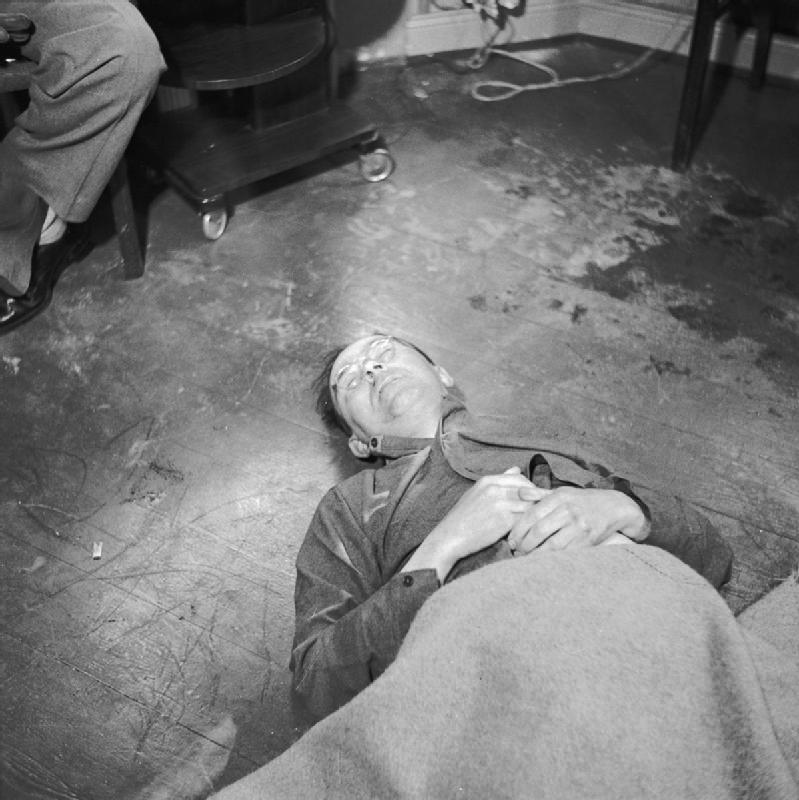
جنازه هیملر بعد از خودکشی، ۱۹۴۵

در حالی که از طرف همکاران سابق طرد شده و متفقین دنبالش بودند، هیملر تلاش کرد پنهان شود. او مقدمات کار را آماده نکرده بود، تنها به یک دفترچه پرداخت جعلی تحت نام گروهبان هاینریش هویتزینگر مجهز بود. در ۱۱ می همراه گروهی کوچک به جنوب رفت بی‌آنکه مقصد مشخصی داشته باشد. آن‌ها تا نئوهوس (Neuhaus) ادامه داده و آنجا متفرق شدند. چند روز بعد او توسط انگلیسی‌ها دستگیرشده و در ۲۳ می‌به اردوگاه تفتیش ۳۱ غیرنظامی آورده شد.  افسر نگهبان بازجویی روتین را شروع کرد. هیملر هویت خود را آشکار کرد. او به مقر سپاه دوم انگلیس در لونبورگ برده شده و تحت معاینه پزشکی قرار گرفت. دکتر سعی داشت دهان هیملر را نگاه کند، ولی او دهان نگشود و سر را کشید. هیملر کپسول سیانور را جوید و به زمین افتاد. در ۱۵ دقیقه او مرده بود.  کمی بعد، جسد هیملر در گوری بی نشان در نزدیکی لونبرگ دفن شد. 

## عرفان و سمبولیسم
هیملر از نوجوانی به عرفان و رمز علاقه‌مند بود. او این علاقه‌مندی را به فلسفه نژادی مربوط کرده و دنبال اثبات برتری نژاد آریایی بود. او یک فرقه پرستش پیشینیان را به عنوان ابزاری برای محافظت از خلوص نژادی آلمانی‌ها، در میان اعضای اس اس ترویج می‌کرد. او فرایند جایگزینی مسیحیت با یک آئین رفتاری جدید را آغازید، که انسانگریی و مبحث ازدواج را به چالش می‌کشید. آننربه، یک مؤسسه تحقیقاتی که توسط هیملر در ۱۹۳۵ بنیان گذشته شد، بررسی ریشه‌های نژاد برتر آلمانی را در مقیاس جهانی پی گرفت. سمبولیسم در طراحی تمام یونیفرم‌ها و مدال‌های آلمان نازی، مخصوصاً در مورد اس اس، رعایت شده بود. هیملر برخی از رسوم را عوض کرد تا به نخبه گرایی و نقش مرکزی اس اس تأکید شود؛ به جای غسل تعمید «اسم‌گذاری اس اس» را نشاندند، مراسم ازدواج را تغییر دادند، یک مراسم دفن اس اس به مراسم موجود علاوه شد، و جشن‌های انقلاب تابستانی (معادل جشن تیرگان) و انقلاب زمستانی (شب یلدا) جا انداخته شدند. هیملر اهمیت ویژه‌ای به حلقه‌های جمجمه (death's head rings) قائل بود؛ آن‌ها نباید فروخته می‌شدند و بعد از مرگ صاحبشان باید به او برگردانده می‌شدند. او سمبول جمجمه را به عنوان استقامت تا پای جان در راه عقیده تعبیر می‌کرد.

## ارتباط با هیتلر
در مقام فرماندهی اس اس هیملر مرتب با هیتلر در تماس بود و در رابطه با تعیین محافظین پیشوا نظر می‌داد.  هیملر در سال‌های منتهی به روی کار آمدن نازی‌ها در تصمیمات سیاستگذاری دخالتی نداشت.  از اواخر دهه ۱۹۳۰، اس اس از کنترل آژانس‌ها و دپارتمان‌های دولتی خارج شده بود و هیملر مستقیماً به هیتلر گزارش می‌کرد.
روش مدیریتی هیتلر آن بود که دستورهای متناقضی را به زیر دستانش می‌داد و آن‌ها را در موقعیتی قرار می‌داد که با هم در تضاد مسولیتی قرار بگیرند. با این وسیله هیتلر بی‌اعتمادی، رقابت و جنگ درون گروهی را در زیردستانش ترویج داده و به استحکام مقام خود می‌افزود. کابینه بعد از ۱۹۳۸ جلسه تشکیل نداد و وزرا از ملاقات خصوصی با هم مانع شدند.  هیتلر معمولاً دستور کتبی صادر نمی‌کرد و فرامین خود را شفاهاً یا از طریق تلفن ابلاغ می‌کرد. بعضی اوقات نیز، فرمان‌ها به‌واسطه بورمان (Bormann) فرستاده می‌شدند.  بورمان با استفاده از مقام خود جریان اطلاعات و دسترسی به هیتلر را کنترل می‌کرد و این باعث دشمنی او با هیملر شده بود.
هیتلر انتظار داشت که زیردستان از مافوق خود بی چون و چرا اطاعت کنند. بدین‌ترتیب، هیتلر دولت را در شکل هرمی می‌دید که خودش—بعنوان رهبر معصوم—در راس آن قرار داشت. بدینسان، هیملر خود را زیردست هیتلر به حساب آورده و خالصانه مطیع او بود. البته، او نیز مانند دیگر رهبران نازی در آرزوی آن بود که بعد از هیتلر پیشوای رایش سوم بشود. هیملر اشپیر (Speer) را از این زاویه رقیب خطرناکی به حساب میاورد.
هیتلر عقاید عارفانه و شبه-مذهبی هیملر را «بی‌معنی» می‌شمرد. هیملر عضوی از حلقه درونی هیتلر نبود و در میهمانی‌های خصوصی او شرکت نمی‌کرد.  هیملر منحصراً با اعضای اس اس رفت‌وآمد می‌کرد. وفاداری بلاشرط هیملر برای او لقب هاینریش باوفا (der treue Heinrich) را به ارمغان آورد. با تمام این اوصاف، هنگامی که در پایان جنگ هیتلر تصمیم به ماندن و مردن در برلین را اتخاذ کرد، هیملر ما فوق خود را ترک کرده و برای نجات خود فرار را بر قرار ترجیح داد.

## ازدواج و خانواده

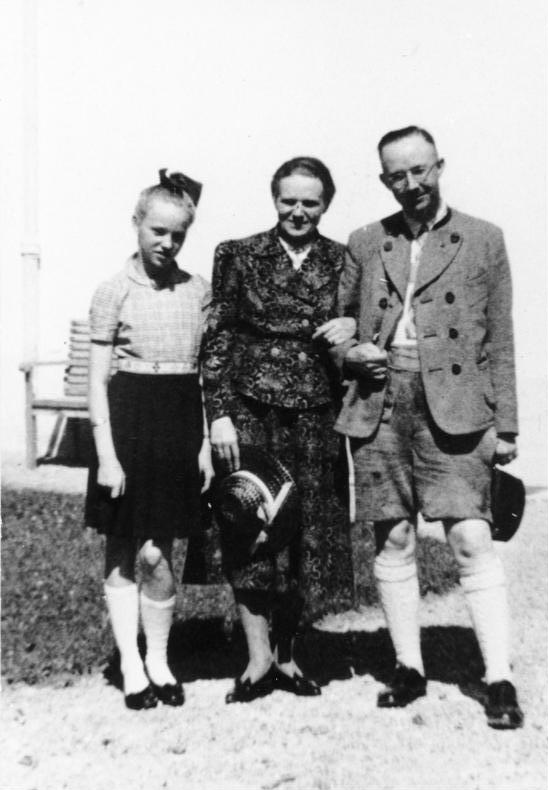
هیملر به همراه همسر مارگاریته هیملر و دخترش گوترون.

هیملر، همسر آینده خود، مارگاریته بودن، را اول بار در سال ۱۹۲۷ ملاقات کرد. مارگاریته در یک کلینیک خصوصی متعلق به خودش به شغل پرستاری اشتغال داشت و همانند هیملر به طبّ گیاهی علاقه‌مند بود. او ۷ سال از هیملر بزرگتر بود. آن‌ها در ژوئیه ۱۹۲۸ ازدواج کردند و تنها فرزندشان، گوترون بورویتس در هشتم اوت ۱۹۲۹ به دنیا آمد. آنها، به‌علاوه جرارد فون آهه را، که پدرش—یک افسر اس‌اس—قبل از جنگ مرده بود، به فرزند خواندگی پذیرفتند. بعد از ازدواج، مارگاریته سهم خود در کلینیک را فروخت و با پول آن در ولدرودرینگ (Waldtrudering)، در نزدیک مونیخ، قطعه زمینی خرید و در آن خانه‌ای پیش‌ساخته بنا کرد. از آنجا که هیملر اغلب مشغول مأموریت‌های حزبی بود، مارگاریته مسئولیت تلاش‌های، عموماً ناموفق، خانواده را برای پرورش دام بر عهد گرفته بود. بعد از روی کار آمدن نازی‌ها خانواده هیملر نخست به موهلستراس در مونیخ نقل مکان کرد، و بعد در ۱۹۳۴ در کنار دریاچه تگرن (Tegern) خانه خرید. هیملر، بعدها در حومه برلین اقامتگاه سازمانی نیز دریافت کرد. به‌علت مشغله زیاد، هیملر به ندرت با خانواده بود. آن‌ها رابطه زناشویی تنش داری داشتند. در مناسبتهای اجتماعی، البته، مارگاریته فعالانه شرکت می‌کرد، و بعد از ظهر چهار شنبه همسران صاحب منصبان اس اس برای چای و قهوه مهمان می‌کرد.
در سال ۱۹۳۹، هیملر با هیتویش پوتهاست، که از سال ۱۹۳۶ منشی‌اش بود، وارد رابطه شد. پوتهاست در سال ۱۹۴۱ شغلش را ترک کرد. هیملر برای او مسکن تهیه کرد. آن‌ها صاحب دو فرزند شدند؛ یک پسر به نام هلگه که در ۱۹۴۲ متولد شد و دختری به نام نانت-دوروتا که در ۱۹۴۴ به دنیا آمد. مارگاریته در سال ۱۹۴۱ از رابطه پنهانی شوهرش خبر دار شد ولی سعی کرد به خاطر دخترش با موضوع کنار بیاید. مارگاریته، که در صلیب سرخ کار می‌کرد، در زمان جنگ به شغلی مدیریتی در ارتش منصوب شد. هیملر همواره با دخترش گوترون رابطه‌ای صمیمی داشت و هر چند روز یک بار به او زنگ می‌زد. 
پوتهاست و مارگاریته به هیملر وفادار ماندند.  مارگاریته و گوترون با پیشروی نیروهای متفقین به ایتالیا فرار کردند. آن‌ها توسط آمریکایی‌ها دستگیرشده و در بازداشتگاه‌های موقتی در ایتالیا، فرانسه و آلمان زندانی شدند. آن‌ها در محاکمات نورنبرگ به عنوان شاهد شرکت داده شده و در ۱۹۴۶ آزاد شدند. گوترون با ادعای اینکه در زمان بازداشت مورد بد رفتاری قرار گرفته، به راه پدرش وفادار ماند.

## در پیشگاه تاریخ
آلبرت اشپر ذکر می‌کند که گرچه هیملر در سطح موشکاف و بی‌اهمیت به نظر می‌رسید، تصمیم‌گیر خوبی بود و در برگزیدن چیزهای بسیار شایسته مستعد بود و در گنجاندن اس اس در همه جنبه‌های زندگی روزمره موفق شد. پیتر لانگریچ مورخ، می‌گوید توانایی او برای تجمیع قدرت‌ها و مسئولیت‌های فزاینده به صورت یک نظام به هم پیوسته در سایه اس اس او را به یکی از قوی‌ترین مردان رایش سوم بدل کرده بود. ولفگنگ سوئر نوشته‌است، «علیرغم کوتاه فکری، هیملر از نظر قدرت واقعی درست بعد از هیتلر قرار می‌گرفت. توان او در ترکیبی از زرنگی، جاه طلبی، و اطاعت برده وار از هیتلر بود.» جان تلاند داستانی را از یکی از زیردستان هیدریچ نقل می‌کند. هیدریچ تصویری از هیملر را به او نشان داده و گفت، «بالاتنه یک معلم و پایین‌تنه یک سادیست است.»
بر اساس یادداشت‌های جلسات کابینه جنگی انگلیس، وینستون چرچیل به‌دنبال ترور هیملر بود. در واکنش به تلاش‌های هیملر برای مذاکرات صلح با متفقین در ۱۹۴۵، چرچیل بررسی کرده بود که او را به پای مذاکره بکشند و منفجر کنند. چرچیل می‌گفت «حقش بیش از این نیست». یان کرشو نتیجه گرفته‌است که اغلب نازی‌ها ظاهراً در پایان کار به یک «دیوار روانی» رسیده بودند و از پذیرش مسولیت خود در رابطه با جنایات نازی‌ها در طی رایش سوم سر باز می‌زدند. آن‌ها از خود آگاهی بی‌بهره شده و سیستم وجدانیشان کاملاً فروپاشیده بود. در سال ۲۰۰۸ یک مجله آلمانی در اشپیگل، هیملر را یکی از بزرگترین قاتلان تاریخ و معمار هولوکاست نامید.

## یادداشت
1. ↑  Artaman League
2. ↑  Germanization
3. ↑  Army Group Oberrhein (Germany)
4. ↑  Felix Kersten
5. ↑  Norbert Masur
6. ↑  Margarete boden
7. ↑  Gudrun Burwitz
8. ↑  Gerhard von Ahe
9. ↑  Möhlstrasse
10. ↑  Hedwig Potthast
11. ↑  Helge
12. ↑  Nanette-Dorothea

## کتابشناسی
- Biondi, Robert, ed. (2000) [1942]. SS Officers List: (as of 30 January 1942): SS-Standartenfuhrer to SS-Oberstgruppenfuhrer: Assignments and Decorations of the Senior SS Officer Corps. Atglen, PA: Schiffer. ISBN 978-0-7643-1061-4.
- Breitman, Richard (2004). Himmler and the Final Solution: The Architect of Genocide. London: Pimlico. ISBN 978-1-84413-089-4.
- Bullock, Alan (1999) [1952]. Hitler: A Study in Tyranny. New York: Konecky & Konecky. ISBN 978-1-56852-036-0.
- Cecil, Robert (1972). The Myth of the Master Race: Alfred Rosenberg and Nazi Ideology. New York: Dodd, Mead. ISBN 978-0-396-06577-7.
- Cesarani, David (2004). Holocaust: From the Persecution of the Jews to Mass Murder. London: Routledge. ISBN 978-0-415-27511-8.
- Duffy, Christopher (1991). Red Storm on the Reich: The Soviet March On Germany, 1945. New York: Da Capo Press. ISBN 978-0-306-80505-9.
- Evans, Richard J. (2003). The Coming of the Third Reich. New York: Penguin Group. ISBN 978-0-14-303469-8.
- Evans, Richard J. (2005). The Third Reich in Power. New York: Penguin Group. ISBN 978-0-14-303790-3.
- Evans, Richard J. (2008). The Third Reich at War. New York: Penguin Group. ISBN 978-0-14-311671-4.
- Flaherty, T. H. (2004) [1988]. The Third Reich: The SS. Time-Life Books, Inc. ISBN 1-84447-073-3.
- Gerwarth, Robert (2011). Hitler's Hangman: The Life of Heydrich. New Haven, CT: Yale University Press. ISBN 978-0-300-11575-8.
- Gilbert, Martin (1987) [1985]. The Holocaust: A History of the Jews of Europe During the Second World War. New York: Holt. ISBN 978-0-8050-0348-2.
- Goldhagen, Daniel (1996). Hitler's Willing Executioners: Ordinary Germans and the Holocaust. New York: Knopf. ISBN 978-0-679-44695-8.
- Hillgruber, Andreas (1989). The Nazi Holocaust Part 3, The "Final Solution": The Implementation of Mass Murder, Volume 1. Westpoint, CT: Meckler. ISBN 978-0-88736-266-8.
- Himmler, Katrin (2012). The Himmler Brothers. London: Pan Macmillan. ISBN 978-0-330-44814-7.
- Internationaler Militärgerichtshof Nürnberg (IMT) (1989), Der Nürnberger Prozess gegen die Hauptkriegsverbrecher (به آلمانی), vol. Band 29: Urkunden und anderes Beweismaterial, Nachdruck München: Delphin Verlag, ISBN 978-3-7735-2523-9
- Kershaw, Ian (2008). Hitler: A Biography. New York: W. W. Norton & Company. ISBN 978-0-393-06757-6.
- Kohn-Bramstedt, Ernest (1998) [1945]. Dictatorship and Political Police: The Technique of Control by Fear. London: Routledge. ISBN 978-0-415-17542-5.
- Kolb, Eberhard (2005) [1984]. The Weimar Republic. London; New York: Routledge. ISBN 978-0-415-34441-8.
- Longerich, Peter (2012). Heinrich Himmler: A Life. Oxford; New York: Oxford University Press. ISBN 978-0-19-959232-6.
- Lukas, Richard C. (2001) [1994]. Did the Children Cry?: Hitler's War Against Jewish and Polish Children, 1939–1945. New York: Hippocrene. ISBN 978-0-7818-0870-5.
- Lumsden, Robin (2002). A Collector's Guide To: The Allgemeine–SS. Hersham, Surrey: Ian Allan. ISBN 978-0-7110-2905-7.
- Manvell, Roger; Fraenkel, Heinrich (2011) [1962]. Goering: The Rise and Fall of the Notorious Nazi Leader. London: Skyhorse. ISBN 978-1-61608-109-6.
- Manvell, Roger; Fraenkel, Heinrich (2007) [1965]. Heinrich Himmler: The Sinister Life of the Head of the SS and Gestapo. London; New York: Greenhill; Skyhorse. ISBN 978-1-60239-178-9.
- McNab, Chris (2009). The SS: 1923–1945. London: Amber Books. ISBN 978-1-906626-49-5.
- Nicholas, Lynn H. (2006) [2005]. Cruel World: The Children of Europe in the Nazi Web. New York: Vintage. ISBN 978-0-679-77663-5.
- Overy, Richard (2004). The Dictators: Hitler's Germany, Stalin's Russia. New York: Norton. ISBN 978-0-393-02030-4.
- Padfield, Peter (2001) [1990]. Himmler: Reichsführer-SS. London: Cassel & Co. ISBN 978-0-304-35839-7.
- Penkower, Monty Noam (1988). The Jews Were Expendable: Free World Diplomacy and the Holocaust. Detroit: Wayne State University Press. ISBN 978-0-8143-1952-9.
- Pringle, Heather (2006). The Master Plan: Himmler's Scholars and the Holocaust. New York: Hyperion. ISBN 978-0-7868-6886-5.
- Sereny, Gitta (1996) [1995]. Albert Speer: His Battle With Truth. New York; Toronto: Random House. ISBN 978-0-679-76812-8.
- Shirer, William L. (1960). ظهور و سقوط رایش سوم. New York: Simon & Schuster. ISBN 978-0-671-62420-0.
- Speer, Albert (1971) [1969]. درون رایش سوم. New York: Avon. ISBN 978-0-380-00071-5.
- Toland, John (1977) [1976]. Adolf Hitler: The Definitive Biography. London: Book Club Associates.
- Weale, Adrian (2010). The SS: A New History. London: Little, Brown. ISBN 978-1-4087-0304-5.
- Williams, Max (2001). Reinhard Heydrich: The Biography: Volume 1. Church Stretton: Ulric. ISBN 978-0-9537577-5-6.
- Yenne, Bill (2010). Hitler's Master of the Dark Arts: Himmler's Black Knights and the Occult Origins of the SS. Minneapolis: Zenith. ISBN 978-0-7603-3778-3.
- Zentner, Christian; Bedürftig, Friedemann, eds. (1991). The Encyclopedia of the Third Reich. Amy Hackett (trans.). New York: Macmillan. ISBN 978-0-02-897502-3.

Online sources
- "How many Jews were murdered in the Holocaust? How do we know? Do we have their names?". Yad Vashem. Archived from the original on 19 May 2008. Retrieved 1 July 2012.
- "Introduction to the Holocaust". ushmm.org. United States Holocaust Memorial Museum. Retrieved 1 July 2012.
- "The Treatment of Soviet POWs: Starvation, Disease, and Shootings, June 1941– January 1942". ushmm.org. United States Holocaust Memorial Museum. Retrieved 9 June 2012.
- Doward, Jamie (1 January 2006). "Hitler must die without trial – Churchill". The Guardian Online. London: The Observer. ISSN 0261-3077. OCLC 60623878. Retrieved 21 June 2012.
- Himmler, Heinrich (6 October 1943). "Heinrich Himmler's Speech at Poznan (Posen)". Holocaust History Project. Archived from the original on 7 May 2012. Retrieved 5 June 2012.
- Himmler, Heinrich (6 October 1943). "The Complete Text of the Poznan Speech". Holocaust History Project. Archived from the original on 15 April 2004. Retrieved 5 June 2012.
- Lisciotto, Carmelo (2007). "SS & Other Nazi Leaders". Holocaust Research Project. Retrieved 20 June 2012.
- Longerich, Heinz Peter (2003). "Hitler's Role in the Persecution of the Jews by the Nazi Regime". Atlanta: Emory University. Archived from the original on 22 July 2012. Retrieved 31 July 2013. {{cite journal}}: Cite journal requires |journal= (help); |chapter= ignored (help)
- Longerich, Heinz Peter (2003). "Hitler's Role in the Persecution of the Jews by the Nazi Regime". Atlanta: Emory University. Archived from the original on 9 July 2009. Retrieved 31 July 2013. {{cite journal}}: Cite journal requires |journal= (help); |chapter= ignored (help)
- Sauer, Wolfgang. "Heinrich Himmler". grolier.com. Archived from the original on 11 December 1997. Retrieved 21 June 2012.
- Sereny, Gitta (November 1999). "Stolen Children". Talk. Jewish Virtual Library. Retrieved 1 July 2012.
- Staff (2 December 2010). "Shadowy Nazi support group still honours daughter of SS head". sify.com. Sify News. Archived from the original on 6 February 2013. Retrieved 1 July 2012.
- Von Wiegrefe, Klaus (11 March 2008). "Das Dunkle im Menschen" [The Darkness in Man]. Der Spiegel. Hamburg: SpiegelNet GmbH (45). Retrieved 21 June 2012.